# Pantoporia margala
Pantoporia margala är en fjärilsart som beskrevs av Swinhoe 1917. Pantoporia margala ingår i släktet Pantoporia och familjen praktfjärilar. Inga underarter finns listade i Catalogue of Life.